# Симеон Стефанов
Симеон Стефанов - Даскала е български учител и революционер, деец на Вътрешната македоно-одринска революционна организация.

## Биография
Стефанов е роден към 1878 година в кратовското село Търновец, тогава в Османската империя. Заминава на гурбет в Свободна България и в 1895 година завършва втори гимназиален клас в София. Връща се в родното си Кратовско и става български учител в Страцин. След това преподава в Плешинци, Горно Кратово и в 1903/1904 учебна година отваря училище в родното си село Търновец. Превръща в училище собствената си къща, сам прави чиновете и купува учебни материали. Същевременно се занимава с революционна дейност.
В 1905 година съседните села Отошница, Ранковци, Дренък се поддават на натиска на сръбската пропаганда, но Стефанов отказва да мине на сръбска страна независимо от заплахите и от обещаваните пари. Местният комитет на ВМОРО редовно устройва в Търновец засади на сръбските чети, които преминават към единственото сърбоманско село в Кратовско - Щалковица. При една такава засада е тежко ранен сръбският войвода и е отнет един откраднат от сърбите кон. Сръбските дейци в отговор правят няколко засади на Стефанов и опити да бъде подмамен и заловен. На 7 юни 1907 година многобройна сръбска чета напада Търновец през нощта и обсажда къщата на Стефанов, като запалват обора и хамбара му. Преди да запалят и къщата му обаче, се намесва селската милиция и четата е принудена да избяга. Стефанов е тежко ранен - една рана в рамото, а китката на дясната му ръка е раздробена. Изпратен е на лечение в Скопие, а оттам в болница в Солун. Раната му гангренясва и се налага дясната му ръка да бъде отрязана до лакътя.
През август 1907 година Стефанов се връща в Търновец и до началото на новата учебна година се научава да пише с лява ръка и отново успява да отвори българското училище в Търновец, като същевременно продължава да развива и революционна дейност. С помоштта на районната българска чета отблъсва новите опити на сърбите да се наложат в селото. По време на Обезоръжителната акция на младотурците независимо, че е с една ръка е арестуван и бит, но продължава да води преписка с четите и насърчава малодушните членове на организацията.
След окупацията на Кратовско от Сърбия по време на Балканската война, през ноември 1912 година, Стефанов отказва да се подчини на заповедта да се обяви за сърбин и заявява: „Дадохъ едната си рѫка, ще дамъ и главата си, но ще си остана българинъ“. На Свети Никола е арестуван и подложен на мъчения заедно с останалите български първенци на селото - бити, държани голи през нощта в студа. Мнозина умират. Стефанов е затворен в подземие в Кратово и лежи три месеца. Освободен е след застъпничество на видни кратовци. Връща се в родното си село и започва да се занимава със земеделие. На Света Троица в 1913 година е отново арестуван и държан два месеца в затвора. Предлагат му за стане сръбски учител, но той отказва.
След намесата на България в Първата световна война действа като разузнавач на 11-и пехотен сливенски полк. След освобождението, през март 1916 година е назначен за секретар-бирник в Страцин, а в учебната 1916/1917 година е учител в същото село.
След загубата на война, когато Кратовско е върнато на Сърбия, е многократно арестуван и бит, тъй като синът му е български войник, а цялата му библиотека е иззета. Петнадесетгодишната му дъщеря умира.
Умира на 10 април 1933 година.